# 溪塘村
溪塘村，位于中国广东省韶关市南雄市黄坑镇，为韶关市南雄市的一个市、县级文物保护单位，类型为古建筑，公布时间为2006年6月12日。
溪塘村的历史年代为南汉至清。